# سيرغي بانوف
سيرغي بانوف هو لاعب كرة قدم روسي في مركز حراسة المرمى، ولد في 13 يوليو 1989. لعب مع دينامو موسكو.